# Sardar Fazlul Karim
Sardar Fazlul Karim (en bengalí: সরদার ফজলুল করিম; 1 de mayo de 1925 - 15 de junio de 2014) fue un erudito, académico, filósofo y ensayista de Bangladés.

## Biografía
Nacido en una familia de clase media baja de Barisal, en 1925, se situó en segundo lugar en el examen IA (Intermedio en Artes), pero superó la primera clase en sus dos honores BA y exámenes de Maestría en Filosofía de la Universidad de Daca; se convirtió en profesor en 1946 a la edad de 21. Participó en la política progresista como estudiante, era un "enemigo" del entonces gobierno de Pakistán y en cuatro fases pasó casi veinticuatro años de gobierno paquistaní en la cárcel. Ayub Khan y Monem Khan aseguraron que nunca podría volver a su trabajo de enseñanza en el período Pakistán. Participó en la huelga de hambre de 58 días de los presos políticos que exigían un trato humano. Fue elegido miembro de la Asamblea Constituyente de Pakistán, mientras estaba en prisión. Bangabandhu Sheikh Mujibur Rahman y el Profesor Nacional Abdur Razzak lo trajeron de vuelta a la Universidad de Daca inmediatamente después de la independencia de Bangladés en 1972.